# José Afonso (single de José Afonso)
José Afonso é um single de José Afonso, contendo no lado A a canção "Grândola, Vila Morena"  lançado em 1975.